# Rancho Viejo (Teksas)
Rancho Viejo – jednostka osadnicza w Stanach Zjednoczonych, w stanie Teksas, w hrabstwie Starr.